# Марк Лициний Красс Агеласт
Марк Лици́ний Красс Агела́ст (лат. Marcus Licinius Crassus Agelastus; II век до н. э.) — римский политический деятель из плебейского рода Лициниев, претор 127 или 126 года до н. э. Предположительно дед триумвира Марка Лициния Красса.

## Биография
Исследователи полагают, что Марк Лициний был сыном Публия Лициния Красса, консула 171 года до н. э. Сохранились только несколько упоминаний Марка в источниках. Так, в трактате Марка Туллия Цицерона «Об ораторе» упоминается претор Марк Красс, председательствовавший на одном судебном процессе, где защитником был Марк Плавтий Гипсей, а обвинителем — «бывший консул» Гней Октавий. Цицерон пишет, что «Гипсей громогласно и многословно добивался у претора Марка Красса ничего иного, как позволения погубить дело своего клиента». Поскольку Гней Октавий был консулом в 128 году до н. э., а Гипсей — в 125 году, историки датируют претуру Краса 127 или 126 годом до н. э.
С этим претором отождествляют Марка Красса, упомянутого у Плиния Старшего и ставшего мишенью для шуток сатирика Луцилия. Он никогда в жизни не улыбался (или улыбнулся всего один раз), а потому получил прозвище Агеласт (от греческого ἀγέλαστος — «угрюмый», «неулыбчивый»).
Предположительно сыном Марка Лициния был Публий Лициний Красс, консул 97 года до н. э. и отец триумвира Марка Лициния Красса